# جو هانسون
جو هانسون (بالإنجليزية: Joe Hanson) هو متواصل علمي أمريكي، ولد في 23 فبراير 1983 في فوستون في الولايات المتحدة.

## وصلات خارجية
- جو هانسون على موقع IMDb (الإنجليزية)